# 스탠리 은소키
스탠리 피에르 은소키(프랑스어: Stanley Pierre Nsoki, 1999년 4월 9일 ~ )는 프랑스의 축구 선수이다. 그의 포지션은 수비수로, 현재 독일 분데스리가의 1899 호펜하임에서 활약하고 있다.

## 클럽 경력

### 파리 생제르맹
은소키는 파리 생제르맹 아카데미를 통해 성장했다. 2017년 12월 20일, 그는 캉과의 3-0으로 이긴 홈 경기에서 65분에 마르키뉴스와 교체로 들어가 리그 1 데뷔전을 치렀다.

### 니스
2019년 8월 31일, 은소키는 €12.5M의 이적료에 니스로 이적하였다.

### 클뤼프 브뤼허
2021년 7월 24일, 은소키는 벨기에의 클럽 클뤼프 브뤼허와 다년 계약을 맺고 이적하였다. 그는 8월 1일, 1-0으로 이긴 위니옹 SG와의 리그 경기에서 데뷔전을 치렀다.

### 1899 호펜하임
2022년 8월 4일, 은소키는 분데스리가의 1899 호펜하임으로 이적하였다.

## 국가대표팀 경력
프랑스에서 태어난 은소키는 콩고 혈통이다. 은소키는 프랑스의 청소년 국가대표이다.

## 수상 내역
파리 생제르맹
- 리그 1: 2017–18, 2018–19[11]
- 쿠프 드 프랑스: 2017–18; 준우승: 2018–19
- 쿠프 드 라 리그: 2017–18
- 트로페 데 샹피옹: 2018